# Acapulco H.E.A.T.
Acapulco H.E.A.T. (Hemisphere Emergency Action Team) è una serie televisiva statunitense.
La serie è andata in onda in syndication per una stagione dal 1993 al 1994. A quattro anni di distanza, nel 1998, fu prodotta una nuova stagione. Nella nuova stagione rimangono solo due attori del cast originale.

## Trama
La serie racconta di una organizzazione segreta, la Acapulco H.E.A.T. alla quale vengono affidati vari compiti tra i quali sconfiggere gruppi terroristici, trafficanti di droga, multinazionali disoneste. La caratteristica che la distingue è che non ha nessun appoggio ufficiale da parte delle autorità competenti.
Gli elementi del gruppo sono Ashley Hunter (Catherine Oxenberg, che ha interpretato anche Amanda di Dynasty); Mike Savage (Brendan Kelly), ex agente della CIA; Claudio (l'italiano Fabio Lanzoni), il miliardario dell'hotel che è la base delle operazioni; Mr. Smith (John Vernon), un personaggio misterioso che si fa vedere in rare occasioni; Marte Claire Pascal detta "Cat" (Alison Armitage, modella di Playboy), abilissima nel corpo a corpo e in grado di scalare qualsiasi edificio.

## Episodi
| Stagione         | Episodi | Prima TV USA | Prima TV Italia |
| ---------------- | ------- | ------------ | --------------- |
| Prima stagione   | 22      | 1993-1994    | 1994            |
| Seconda stagione | 26      | 1998-1999    | 1999            |

## Curiosità
- Il telefilm è stato girato interamente a Puerto Vallarta in Messico.
- La canzone principale, "I Feel the Heat", è cantata da Pepper Mashay.